# II Cuerpo Antiaéreo
El II Cuerpo Antiaéreo (Generalkommando II. Flakkorps) fue una unidad de la Luftwaffe durante la Segunda Guerra Mundial.

## Historia
Fue formado el 3 de octubre de 1939 en Fráncfort del Meno, a partir del Cuartel General/6.ª División Aérea. Pronto transferido a Mönchengladbach, donde se hizo con el control de los siguientes Regimientos Antiaéreos: 101, 102 y el 104, y estaba subordinado por la 2.ª Flota Aérea. Consistió en apoyar a las unidades blindadas bajo el Grupo de Ejércitos B, para el ataque a Francia. Las unidades subordinadas lucharon en Maubeuge y en Abbeville. Si bien la campaña occidental, el Cuerpo podía disponer de 214 aviones y 204 tanques. Tras la finalización de la Campaña Occidental, el Cuerpo se trasladó al Fort-Mahon-Plage en el estuario del Sena. Consiguió acuartelarse Ostende, Boulogne, Calais, Dunkerque y Gravelines. El 12 de mayo de 1940 tomó el control del Cuartel General/6.º Regimiento Antiaéreo con el I Batallón/141., II Batallón/441., 740. y 841., pero el 18 de mayo de 1940 el 6.º Regimiento Antiaéreo deja el Cuerpo. El 31 de mayo de 1940 el Cuartel General/103.º Regimiento Antiaéreo deja al I Cuerpo Antiaéreo, pero regresa al Cuerpo el 15 de junio de 1940. El I Batallón/8.º Regimiento Antiaéreo sirvió bajo el 202.º Regimiento Antiaéreo entre el 19 de mayo de 1940 y el 31 de mayo de 1940. La III y IV Brigada Antiaérea se formaron el 1 de junio de 1940 en Cambrai, para el II Cuerpo Antiaéreo. El 8 de septiembre de 1940, el Cuerpo marchó de Lumbres a Saint-Omer, en la preparación para la Operación León Marino. El 16 de octubre de 1940, el Cuerpo se trasladó a Tours, para hacerse cargo de la protección de los puertos marítimos de Saint-Nazaire, Nantes y Burdeos. El 3 de marzo de 1941 se traslada a Grünau, cerca de Berlín. El 21 de junio de 1941, se trasladó hacia el Sector Sur del Frente Oriental, donde estaba la 4.ª Flota Aérea para apoyar al 1.º Grupo Panzer. En septiembre de 1941 fue transferido a la Rusia Central, y se convirtió en subordinado de la 2.ª Flota Aérea, donde combate en Kremenchuk y en el cruce del Dnieper. A finales de septiembre de 1941 el Cuerpo permanece bajo la 2.ª Flota Aérea y apoyando al 4.º Grupo Panzer. Participó en los combates en la Bolsa de Viazma. El 30 de noviembre de 1941, el Cuerpo es subordinado por el VIII Cuerpo Aéreo. Desde octubre de 1941, el Cuartel General del Cuerpo se encuentra en Gshatsk y en febrero de 1942 en Viazma. El 10 de abril de 1942 es disuelta el Cuartel General del Cuerpo, para la formación del Cuartel General/18.ª División Antiaérea. Reformada el 1 de noviembre de 1943 desde el III Cuerpo de Campaña de la Fuerza Aérea, con Cuartel General en Babruysk (más tarde en Minsk). Subordinado por la 6.ª Flota Aérea. La 23.ª División Antiaérea se unió al Cuerpo en diciembre de 1943. La 10.ª División Antiaérea (mot.) y la 17.ª División Antiaérea (mot.) regresan al I Cuerpo Antiaéreo en julio de 1944, mientras que la nueva 11.ª Brigada Antiaérea (o) se unió al II Cuerpo Antiaéreo. El Cuartel General/10.ª Brigada Antiaérea (mot.) fue disuelta en septiembre de 1944, y el Cuartel General/11.ª Brigada Antiaérea (o) se convierte en el Cuartel General/27.ª División Antiaérea (o). La 23.ª División Antiaérea (mot.) deja al I Cuerpo Antiaéreo en noviembre de 1944. Posiblemente también controlaba a la 14.ª División Antiaérea y la 16.ª Brigada Antiaérea en Prignitz, en apoyo a la 12.º Ejército.

## Comandantes
- Generaloberst Otto Deßloch — (3 de octubre de 1939 — 31 de marzo de 1942)
- General Job Wilhelm Odebrecht — (1 de noviembre de 1943 — 8 de mayo de 1945)

### Jefes de Plana Mayor
- Oberst Georg Neuffer — (3 de octubre de 1939 — 1 de abril de 1941)
- Obersleutnant Claus-Peter Jebens — (junio de 1941 — abril de 1942)
- Oberst Kurt Hölscher — (¿? — agosto de 1944)
- Oberst Kurt Hein — (15 de agosto de 1944 — 1945)

## Orden de Batalla
El 10 de mayo de 1940 controla las siguientes unidades:
- Cuartel General/103.º Regimiento Antiaéreo con el I Batallón/RGG, II Batallón/RGG, I Batallón/7, II Batallón/43. y el IV Batallón (Ligero)/RGG
- Cuartel General/201.º Regimiento Antiaéreo con el I Batallón/6, II Batallón/26, I Batallón/64 y el 73
- Cuartel General/202.º Regimiento Antiaéreo con el I Batallón/23, I Batallón/37, I Batallón/61 y el 74
- 102.º Regimiento de Comunicaciones Aérea
- II Jefe de Suministro del Cuerpo
- Formación de Aviones

El 1 de agosto de 1940 el Cuerpo había tomado la estación en el canal de la costa, en la preparación para la Operación León Marino:
- Cuartel General/6.º Regimiento Antiaéreo en Ostende con el I Batallón/141, II Batallón/441, 740 y el 841
- Cuartel General/136.º Regimiento Antiaéreo en Boulogne con ¿?
- Cuartel General/201.º Regimiento Antiaéreo en Calais con el I Batallón/6, I Batallón/19, 173, 352, I Batallón/701 y el 309
- Cuartel General/202.º Regimiento Antiaéreo en Dunkerque con el I Batallón/23, I Batallón/61 y el 369

La V Brigada Antiaérea se formó en agosto de 1940 en Rennes para el Cuerpo, y el 136.º Regimiento Antiaéreo deja el Cuerpo en octubre de 1940. El 16 de diciembre de 1940 se trasladó a Tours, para cubrir la costa atlántica, y tomar el control de:
- VI Brigada Antiaérea en Fontenay-le-Comte con:
  - Cuartel General/40.º Regimiento Antiaéreo (mot.) en Nantes
  - Cuartel General/45.º Regimiento Antiaéreo (mot.) en Burdeos

El 3 de marzo de 1941 se traslada a Grünau, cerca de Berlín, en la preparación para la Operación Barbarroja. El ataque comenzó en la Unión de Repúblicas Socialistas Soviéticas el 22 de junio de 1941 en apoyo del 1.º Grupo Panzer, subordinado por la 4.ª Flota Aérea, con las siguientes unidades:
- Cuartel General/6.º Regimiento Antiaéreo (mot.) con el II Batallón/441, 740 y el 841
- Cuartel General/Regimiento Antiaéreo General Göring con el I Batallón - IV Batallón/RGG

Organización del 3 de noviembre de 1943:
- Cuartel General en Babruysk
- 12.ª División Antiaérea (mot.) en Babruysk, apoyando al 2 y 9.º Ejército
- 18.ª División Antiaérea (mot.) en Orscha, apoyando al 4.º Ejército
- 10.ª Brigada Antiaérea (mot.) en Vitebsk (bajo la 18.ª División Antiaérea), apoyando al 3.º Ejército Panzer

En marzo de 1944 con:
- 12.ª División Antiaérea (mot.) con la 10.ª Brigada Antiaérea (mot.)
- 18.ª División Antiaérea (mot.) en Vitebsk
- 23.ª División Antiaérea (mot.) en Babruysk

Reorganizado en junio de 1944, ahora el 1 de julio de 1944 con:
- 10.ª División Antiaérea (mot.)
- 17.ª División Antiaérea (mot.)
- 10.ª Brigada Antiaérea (mot.)
- 12.ª División Antiaérea (mot.)
- 18.ª División Antiaérea (mot.)
- 23.ª División Antiaérea (mot.)

Organización del 1 de septiembre de 1944:
- 12.ª División Antiaérea (mot.)
- 18.ª División Antiaérea (mot.)
- 23.ª División Antiaérea (mot.)
- 10.ª Brigada Antiaérea (mot.)
- 11.ª Brigada Antiaérea (o)
- 3.º Batería/867.º Batallón Ligero Amtiaéreo (ETr.)
- Cuartel General/97.º Regimiento Antiaéreo (E)
- Cuartel General/7.º Batallón Local Antiaéreo/III Comando del Distrito Aéreo

Organización del 1 de noviembre de 1944:
- 12.ª División Antiaérea (mot.)
- 18.ª División Antiaérea (mot.)
- 23.ª División Antiaérea (mot.)
- 27.ª División Antiaérea (o)
- 16.ª Brigada Antiaérea (o)
- 3.º Batería/867.º Batallón Ligero Amtiaéreo (ETr.)
- Cuartel General/97.º Regimiento Antiaéreo (E)
- Cuartel General/7.º Batallón Local Antiaéreo/III Comando del Distrito Aéreo

En enero de 1945 se convirtió en subordinado del Grupo de Ejércitos Weichsel, ahora con:
- 12.ª División Antiaérea en Łomża-Modlin, apoyando al 2.º Ejército
- 18.ª División Antiaérea en Nesterov-Łomża, apoyando al 4.º Ejército
- 23.ª División Antiaérea en Modlin-Varsovia, apoyando al 9.º Ejército
- 27.ª División Antiaérea en Rusnė-Nesterov, apoyando al 3.º Ejército Panzer
- 15.ª Brigada Antiaérea en Gdansk

El 21 de enero de 1945, la 18.ª División Antiaérea fue transferido al Comando de la Fuerza Aérea Prusia Oriental y en marzo de 1945 la 6.ª Brigada Antiaérea se unió al Cuerpo en Szczecin, mientras la 1.ª División Antiaérea se unió en abril de 1945. El 10 de abril de 1945 la 12.ª División Antiaérea deja el Cuerpo. El 1 de marzo de 1945 en Boitzenburg con:
- 23.ª División Antiaérea en Bad Saarow
- 15.ª Brigada Antiaérea en Blankenburg
- 27.ª División Antiaérea en Iglice
- 12.ª División Antiaérea en Jelitkowo

El 27 de abril de 1945 en el río Oder con:
- 23.ª División Antiaérea, apoyando al 9.º Ejército
- 27.ª División Antiaérea, apoyando al 3.º Ejército Panzer
- 6.ª Brigada Antiaérea, apoyando al 3.º Ejército Panzer
- 15.ª Brigada Antiaérea, apoyando al 3.º Ejército Panzer
- 1.ª División Antiaérea en Berlín

## Subordinada

### 1939
| Fecha   | Cuerpos Aéreos | Flotas Aéreas/Administrativos Aéreos | Área            |
| Octubre | —              | 2.ª Flota Aérea                      | Mönchengladbach |

### 1940
| Fecha      | Cuerpos Aéreos | Flotas Aéreas/Administrativos Aéreos | Área            |
| 1 de enero | —              | 2.ª Flota Aérea                      | Mönchengladbach |
| 10 de mayo | —              | 2.ª Flota Aérea                      | Francia         |

### 1941
| Fecha           | Cuerpos Aéreos    | Flotas Aéreas/Administrativos Aéreos | Área                               |
| 1 de enero      | —                 | 2.ª Flota Aérea                      | Francia Occidental                 |
| 3 de marzo      | —                 | —                                    | Grünau en Berlín                   |
| 21 de junio     | —                 | 4.ª Flota Aérea                      | Sector Sur del Frente Oriental     |
| Septiembre      | —                 | 2.ª Flota Aérea                      | Sector Central del Frente Oriental |
| 30 de noviembre | VIII Cuerpo Aéreo | Comandante en Jefe de la Luftwaffe   | Sector Central del Frente Oriental |

### 1942
| Fecha      | Cuerpos Aéreos    | Flotas Aéreas/Administrativos Aéreos  | Área                               |
| 1 de enero | VIII Cuerpo Aéreo | Comandante en Jefe de la Fuerza Aérea | Sector Central del Frente Oriental |

### 1943
| Fecha          | Cuerpos Aéreos | Flotas Aéreas/Administrativos Aéreos | Área                               |
| 1 de noviembre | —              | 6.ª Flota Aérea                      | Sector Central del Frente Oriental |

### 1944
| Fecha      | Cuerpos Aéreos | Flotas Aéreas/Administrativos Aéreos | Área                               |
| 1 de enero | —              | 6.ª Flota Aérea                      | Sector Central del Frente Oriental |

### 1945
| Fecha      | Cuerpos Aéreos | Flotas Aéreas/Administrativos Aéreos | Área                      |
| 1 de enero | —              | 6.ª Flota Aérea                      | Prusia Oriental/Pomerania |
| Abril      | —              | Comando de la Fuerza Aérea Nordeste  | Territorio del Reich      |